# Borisevič
Borisevič je priimek več oseb:
- Nikolaj Aleksandrovič Borisevič (1923--2015), beloruski fizik in akademik, dopisni član SAZU
- Vladimir Aleksandrovič Borisevič, sovjetski general